# Männer von Weerdinge

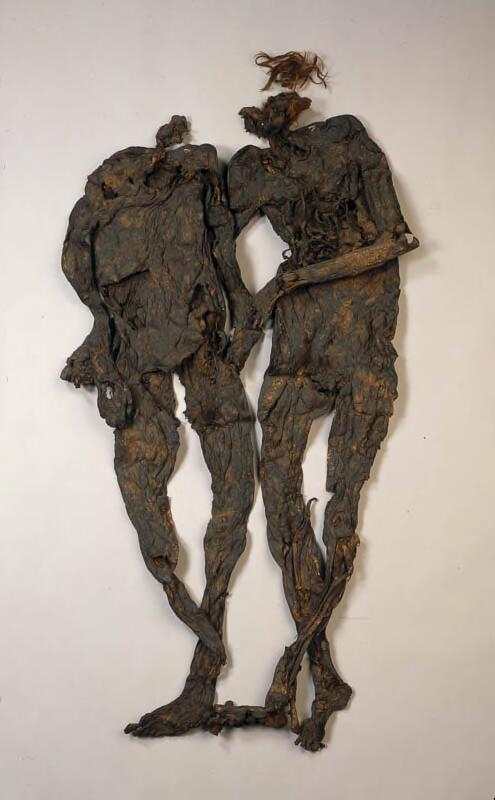
Männer von Weerdinge

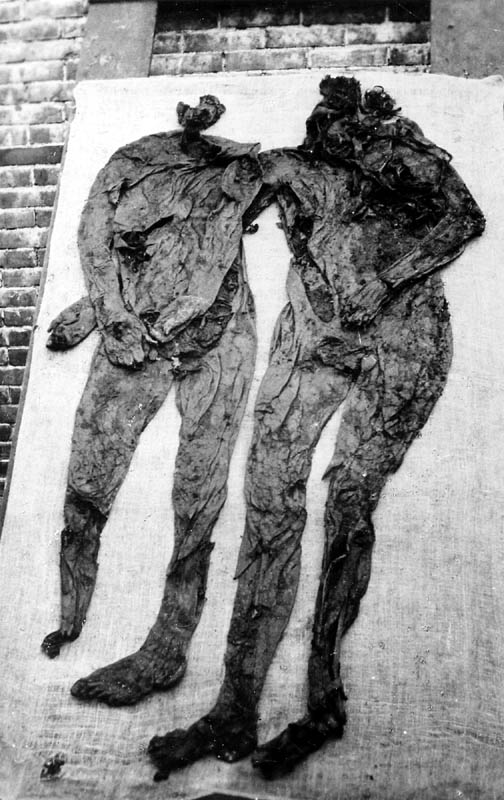
Geert Jannes Landweers Fotografie der zum Trocknen präparierten Männer von Weerdinge kurz nach der Auffindung 1904

Die Männer von Weerdinge (niederländisch Paar van Weerdinge) sind zwei Moorleichen, die 1904 im Weerdingerveen, einem zu den Niederlanden gehörenden Teil des Bourtanger Moores, in der Nähe des Ortes Nieuw-Weerdinge gefunden wurden. Die Moorleichen werden im Drents Museum in Assen aufbewahrt und in der archäologischen Dauerausstellung gezeigt. Aufgrund einer fehlerhaften Geschlechtsbestimmung waren sie lange Zeit als (Ehe-)Paar von Weerdinge bekannt.

## Fund
Der Torfstecher Hilbrand Gringhuis stieß am 29. Juni 1904 bei der Arbeit auf die beiden nebeneinander liegenden Leichen. Der eine der beiden Körper lag dabei auf dem Arm des anderen. Er legte die Leichen vorsichtig frei und alarmierte die Polizei. Die beiden Moorleichen wurden ausgegraben und in das kleine Leichenhaus auf dem Nieuw-Weerdinger Friedhof gebracht. Da die Überreste der beiden Männer nur noch eine Dicke von wenigen Zentimetern hatten und sehr flexibel waren, wurden sie übereinander gelegt, eingerollt und in eine Kiste verpackt. Die Mitarbeiter des Provinzialmuseum von Oudheden in Assen, dem Vorläufer des heutigen Drents Museums, erfuhren aus einer Lokalzeitung von dem Fund. Landweer, ein Mitglied der Museumskommission, reiste umgehend nach Weerdinge, begutachtete und fotografierte den Fund und veranlasste, dass der Fund in das Museum verbracht wurde. Nach einer kurzen ersten Untersuchung wurden die Überreste im Museum ausgestellt, was für stark steigende Besucherzahlen sorgte. Zunächst konnten die Geschlechter der beiden Leichen nicht eindeutig bestimmt werden. Die geradezu intim wirkende Fundlage der beiden Männer, die sich anscheinend in den Armen lagen, verleitete zur Annahme, es handele sich hierbei um ein Ehepaar, worauf sie lange Zeit als das Paar bzw. Ehepaar von Weerdinge und im Volksmund sogar als Herr und Frau Veenstra bezeichnet wurden. Veen ist die niederländische Bezeichnung für Moor.
Genauer Fundort der Leichen: 52° 50′ 48,1″ N, 6° 57′ 23,5″ O

## Befunde
Die beiden Moorleichen wurden in Rückenlage aufgefunden, wobei der linke Arm des einen auf dem ausgestreckten Arm des dicht neben ihm liegenden anderen Mannes lag. Kleidung oder andere Habseligkeiten wurden bei den Leichen nicht beobachtet. Die Körper der beiden Männer sind etwas geschrumpft und infolge des Druckes der darüber liegenden Erdschichten bis auf etwa zwei bis drei Zentimeter flach gedrückt. Die Körpergröße des rechten Mannes zu seinen Lebzeiten wurde von Landweer nach der Auffindung mit 175 cm ermittelt, wohingegen die Länge des Leichnams nach der Trocknung nur noch 134 cm beträgt. Die Leiche des linken Mannes misst nach der Trocknung noch 126 cm. Weichteile, innere Organe und Haare wurden durch die Einwirkung der Moorsäuren gut konserviert, dagegen waren die Knochen weitgehend aufgelöst. Die Hauthüllen sind aufgrund der Trocknung runzelig zusammengezogen und haben eine hellbraune bis dunkelbraune Farbe. Forensische Analysen ergaben, dass beide Männer die Blutgruppe 0 hatten. Die Papillarleisten der Zehen waren so gut erhalten, dass die Zehenabdrücke noch daktylographisch ausgewertet werden konnten. Sie weisen einen gegenwärtig in Mitteleuropa weniger verbreiteten Mustertyp auf.

### Der linke Mann
Der Kopf des linken Mannes ist weitgehend vergangen. Glatte Schnittkanten an den Resten der Kopfhaut und den Haaren des Mannes deuten darauf hin, dass Teile davon nach der Bergung abgeschnitten und entfernt wurden. Zu Lebzeiten hatte der Mann eine Körpergröße von etwa 169 cm.

### Der rechte Mann
Der Kopf des rechten Mannes ist größtenteils mit einem losen Büschel Haare erhalten. An den Resten ist erkennbar, dass der Mann einen Stoppelbart trug. In seiner Brust klafft ein großes Loch, aus dem Gedärme ragten. Diese Darmreste konnten an dieser Stelle allerdings nicht aus dem Körper des Mannes ausgetreten sein. Sie stammen vermutlich aus dem Unterleib des linken Mannes und wurden vermutlich nach der Auffindung versehentlich in die klaffende Wunde des rechten Mannes gesteckt. Der Genitalbereich des Mannes weist einen deutlichen Defekt auf, der aufgrund der Beschaffenheit der Wundränder erst nach der Auffindung, jedoch nicht durch das Torfstechen, verursacht worden sein kann. Vielmehr wird davon ausgegangen, dass Besucher der Fundstelle der Moorleichen dort Teile entfernten und mitnahmen, wie es beispielsweise auch beim Mädchen von Yde geschah. Zudem erwähnt Landweer in seinem Bericht an das Museum, dass er die Lage der Arme der linken Moorleiche für seine Fotografie veränderte, um das Bild auf das Publikum moralisch weniger anstößig wirken zu lassen.

## Nachuntersuchung
Neuere Untersuchungen, insbesondere Vergleiche mit der historischen Fotografie des Fundes vor der Weerdinger Leichenhalle von Landweer aus dem Jahr 1904 mit dem aktuellen Zustand der Leichen, ergaben zahlreiche Diskrepanzen und Hinweise auf Manipulationen an dem Fund in seiner heutigen Form. Korrespondierende Schnittspuren durch den Torfstich auf beiden Leichen deuten darauf hin, dass der linke Mann ursprünglich etwa 20 Zentimeter nach unten versetzt neben dem rechten Mann im Moor gelegen hatte.

### Geschlechtsbestimmungen
Zunächst konnten die Geschlechter der beiden Leichen nicht eindeutig bestimmt werden. Die geradezu intim wirkende Fundlage beider Körper, die sich anscheinend in den Armen lagen, führte durch die heteronormativen Rollenbilder des frühen 20. Jahrhunderts zu der Deutung eines Ehepaares von Mann und Frau. Die Deutung der linken Leiche als Frau wurde durch die geringere Körpergröße gegenüber der rechten, das Fehlen von äußeren Genitalien und einen dreieckigen Defekt im Genitalbereich scheinbar bekräftigt. Dies verleitete zur Annahme, dass es sich um ein Ehepaar handelte. Infolgedessen wurden die beiden Leichen lange Zeit als Paar bzw. Ehepaar von Weerdinge und im Volksmund sogar als Herr und Frau Veenstra bezeichnet. Veen ist die niederländische Bezeichnung für Moor. Die Theorie von Mann und Frau hielt sich aufgrund der vermeintlich schlüssigen Indizien sehr lange und wurde kaum hinterfragt. Erst bei neueren Untersuchungen der Leichenreste im Jahr 1988 wurden Bartstoppeln in den Gesichtsbereichen beider Leichen gefunden, was zusammen mit dem Fehlen von Brustwölbungen zur Korrektur des Geschlechts der linken Leiche als Mann führte. Diese Bestimmung konnte mittels einer DNA-Analyse bestätigt werden. Eine verwandtschaftliche Beziehung der beiden Männer konnte aufgrund der ungünstigen DNA-Erhaltung weder bestätigt noch widerlegt werden.

### Datierung
Die Torfschicht, in der die beiden Männer lagen, wurde mittels Pollenanalyse in die späte Eisenzeit bzw. in die Römische Kaiserzeit datiert. Eine in den 1980er Jahren in Oxford durchgeführte Radiokohlenstoffdatierung (14C-Datierung) ergab einen Todeszeitraum zwischen 40 vor Chr. und 50 nach Chr. Eine aktuellere 14C-Datierungsreihe je zweier Haut- und Haarproben mittels Beschleuniger-Massenspektrometrie (AMS) bestätigte diese Datierung.

### Todesursache
Prämortale, also vor dem Tode erhaltene Schnittwunden und Einstiche deuten auf unnatürliche Todesursachen der beiden Männer hin.

## Vergleichsfunde
Einen ähnlichen Fund zweier miteinander im Moor versenkter Personen gibt es unter anderem mit den Männern von Hunteburg aus dem Großen Moor im Landkreis Osnabrück.